# Station Hornbeam Park
Hornbeam Park is een spoorwegstation van National Rail in Harrogate, Harrogate in Engeland. Het station is eigendom van Network Rail en wordt beheerd door Northern Rail. 